# Capilla de los Alas
La capilla funeraria de la familia de las Alas (siglo XIV) se encuentra en el flanco septentrional de la iglesia de los Padres Franciscanos de Avilés (antigua parroquial de San Nicolás de Bari, en Asturias, España). Esta zona, adyacente a la muralla medieval, estuvo ocupada por el cementerio de la villa hasta su traslación en 1813 a un prado próximo al desaparecido convento de la Merced. Originalmente fue una construcción exenta y autosuficiente, y rivalizaría en protagonismo visual desde la ría con la propia iglesia parroquial de San Nicolás. Además, su destino funerario, su autonomía espacial, su ambición material y, sobre todo, el carácter individual de su promotor nos advierten de la aparición de una nueva mentalidad, menos colectiva y más personal, que persigue el afianzamiento social del comitente y de su linaje. 
En el año 1991 la capilla fue declarada Bien de Interés Cultural (BIC) (BOPA, 14-XI-1994).

## Edificio

### Cronología
Gracias a José María Quadrado sabemos que la capilla de los Alas o de Santa María, que es su advocación tradicional, tuvo como promotor a Pedro Juan morador en  Avillés, fillo de D. Juan Pelaiz que Dios perdone e de Juana Alfonso, según figura en su testamento otorgado en 1346. Este documento, cuya copia consultó el propio Quadrado, certifica también que el edificio ya estaba construido para esa fecha, pues se había enterrado en él a la esposa del promotor, Sancha Pérez, y éste esperaba yacer en la sepultura dispuesta junto a ella. Además, Pedro Juan autorizó a sus sucesores y familiares a enterrarse en la capilla en tierra llana, convirtiendo la obra en un instrumento de afirmación del linaje y en un medio para lograr con mayores garantías la salvación de sus almas. 
Por último, su testamento proporciona otro dato de interés que ha dado pie a todo tipo de hipótesis, pues en él aparece como testigo un cantero de nombre Juan Alfonso de só la iglesia, que ha sido identificado a veces como el auténtico artífice de la obra y, en otras ocasiones, tan solo como su autor material. No obstante, si tenemos en cuenta que la capilla pudo haberse concluido con cierta antelación al otorgamiento de este documento –tal vez años– y que, de todas formas, no se trata de un contrato relacionado con una actividad edificatoria, resulta inconsistente cualquier hipótesis al respecto.

### Estructura

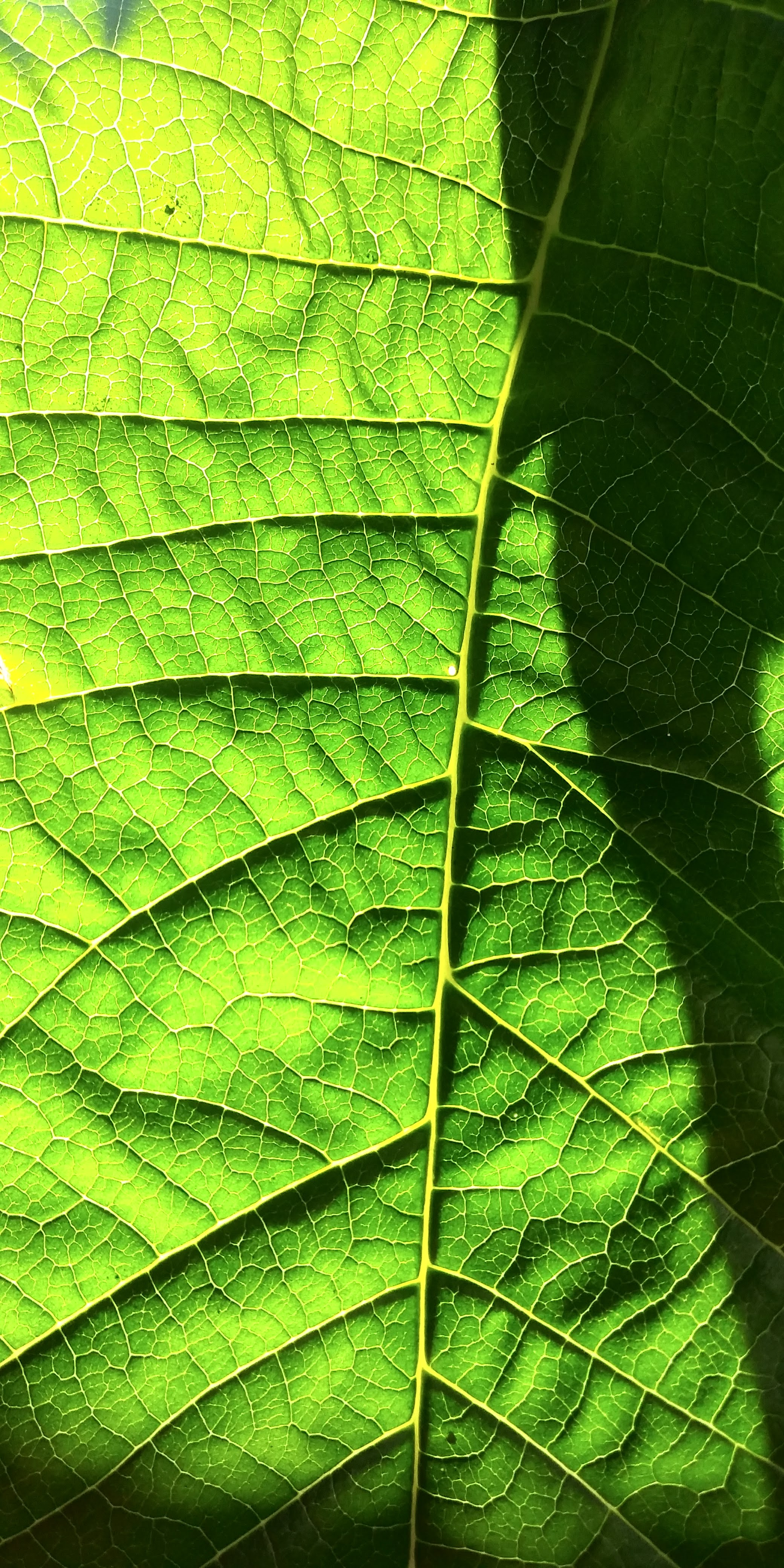

Desde el punto de vista estructural, la capilla de los Alas es una auténtica novedad en el panorama de la  arquitectura asturiana contemporánea. El edificio presenta planta cuadrada, orientación correcta y emplea  sillería bien trabajada en los muros. Esta calidad del material era muy poco habitual y revela una excepcional capacidad económica del promotor, que desea exhibirse ante sus conciudadanos. 

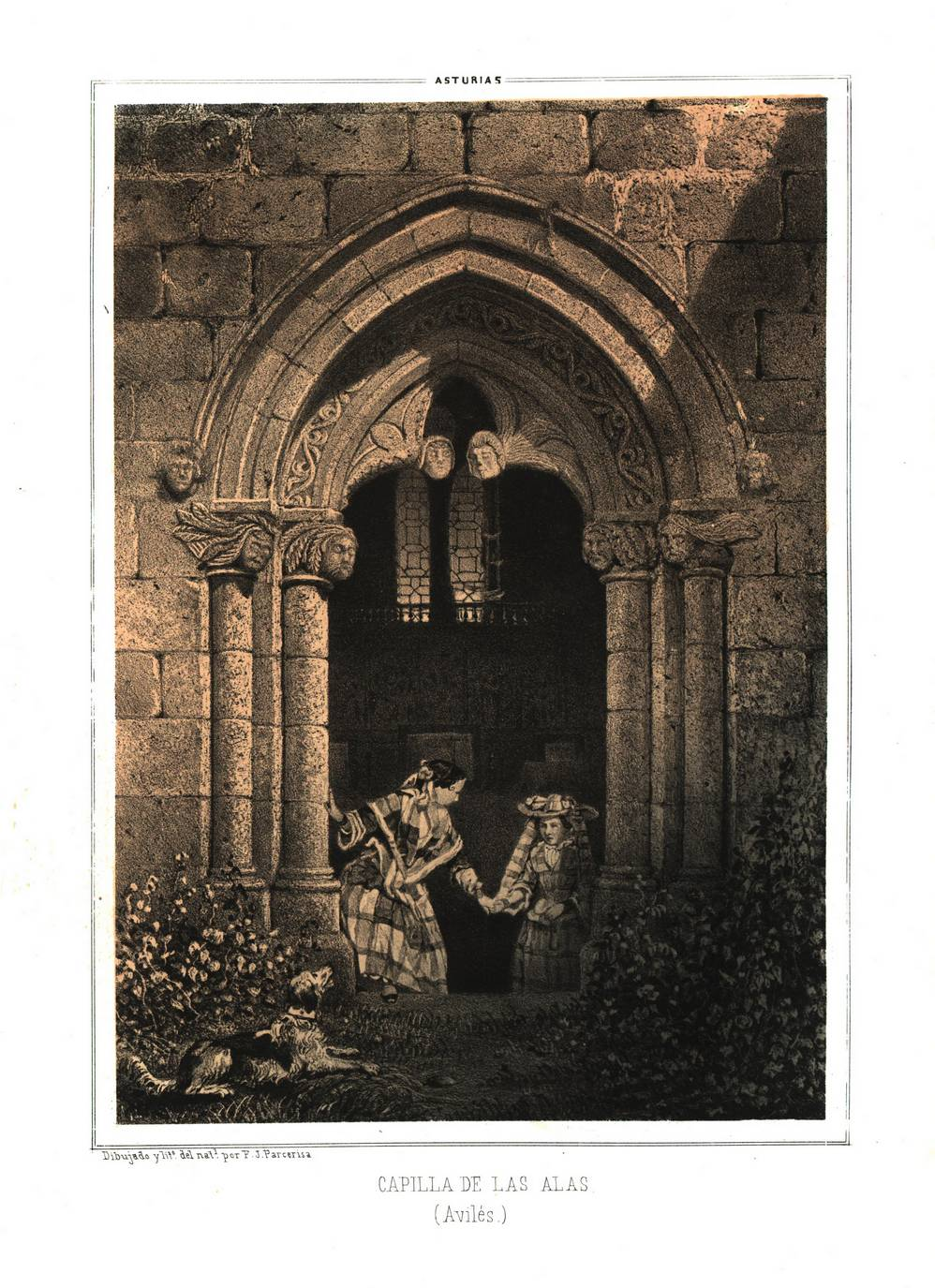
Capilla de las Alas, por Francisco Javier Parcerisa

En cuanto a la  cubierta es, sin duda, el elemento distintivo de la capilla y su existencia condiciona en gran medida el resto de la estructura. Se trata de una  bóveda cupuliforme reforzada por nervaduras. Este tipo de cubierta, también conocida como aquitana, consiste en un armazón de apariencia semiesférica dispuesto en hiladas concéntricas. Los nervios cruceros parten de unos rostros muy esquemáticos situados en las esquinas del edificio y se cruzan sobre una clave labrada con la imagen de lo que parece ser el rostro de Cristo. Estas nervaduras no tienen una función de transmisión de empujes como sucede en el gótico clásico, sino que actúan tan solo como refuerzo para contribuir a soportar unos empujes que descansan directamente sobre los muros. 
Tal como revelan las investigaciones del profesor José María Azcárate, quien publicó un estudio fundamental sobre las construcciones protogóticas españolas, los modelos cupuliformes aquitanos llegaron a la Península durante la segunda mitad del siglo XII a través de la construcción de la catedral de Zamora y se extendieron después a Salamanca, Toro, Plasencia, Sahagún y zonas de la Colegiata de Santillana del Mar. 
Desde este punto de vista, la capilla avilesina presenta una estructura muy original que permite incorporarla al reducido grupo de construcciones protogóticas de la región. Estas obras se caracterizan por ensayar soluciones estructurales diferentes del románico pero también diversas del gótico clásico. Responden, por tanto, a un momento de cambio, de agotamiento de un modelo y de experimentación de nuevas soluciones. Sin embargo, la vía transitada por estos ejemplos protogóticos no tuvo continuidad y se agotó con ellos, pues paralelamente se desarrollaron las formas del gótico clásico que se convirtieron en la propuesta hegemónica los siglos siguientes. 
En Asturias, a partir del estudio de la capilla mayor de Santa María de Piedeloro (Carreño) el profesor Vidal de la Madrid ha identificado un reducido grupo de construcciones protogóticas caracterizadas por la novedad de las soluciones estructurales de sus bóvedas y su adscripción al tipo aquitano o aquitano-español. Entre ellas se encuentra la mencionada capilla mayor de Piedeloro, la capilla funeraria adosada al flanco meridional de la iglesia del  monasterio de Cornellana (Salas), la ermita de Santiago en el Monsacro (Morcín), la capilla mayor de la Oliva en Villaviciosa y la capilla de los Alas de Avilés.

### Portada

El acceso al interior de la capilla se efectúa mediante una portada sencilla de doble arquivolta enmarcada por guardapolvo y soportada mediante cuatro columnas bajo un escudo del linaje de factura moderna. En el tímpano se acomodan lo que parecen ser cabezas aladas de serafines sugiriendo un trilóbulo. En los capiteles se figuran cabezas humanas en marcado altorrelieve que se proyectan hacia el fiel que penetra en el recinto. Dado que se distinguen individuos barbados, parece que se trata de personajes masculinos y femeninos enfrentados por parejas. En todos ellos se efectúa un tratamiento muy ornamental del cabello que, en ocasiones, parece estar cubierto de plumas o realzado mediante diademas. 
El escudo de la fachada es una reproducción del original, que se encuentra en el interior de la capilla. No es medieval, sino de época moderna y exhibe las armas de la familia de las Alas: un castillo con tres torres flanqueadas de alas sobre ondas de agua y con un guerrero armado a la puerta.

### Enterramientos
Precisamente, la función principal de la capilla de los Alas es servir como digno sepulcro para Pedro Juan y su familia. La situación del edificio, en pleno camposanto y próximo a la capilla mayor del antiguo templo románico, aseguraba ya ciertos beneficios religiosos, que fueron redondeados por el promotor con la fundación de una capellanía y la previsión de misas por sus almas. En el interior se dispusieron dos sepulcros bajo arcosolio a ambos lados de la capilla. Los sepulcros de la epístola se corresponden con otros dos arcos en el exterior del recinto. 
Los daños sufridos por los sepulcros durante la pasada Guerra Civil dificultan su identificación. En cambio, los sepulcros de pavimento, pese a su avanzado estado de deterioro, aún permiten distinguir algo del texto y parte de los motivos heráldicos. Fueron copiados por Gaspar Melchor de Jovellanos quien leyó lo siguiente: 
- Número 1º Sepultura del honrado e mucho bueno Juan Estévanez de las Alas, que Dios haya, vecino de esta villa, el cual finó en el año de 1467

- Número 3º Aquí yace Esteban Pérez de las Alas, que Dios perdone, que finó viernes a 10 días de noviembre, era de 1407 años

- Número 4º Aquí yace Alonso Estévanez de las Alas, que Dios haya, el que pasó de este mundo a 4 días del mes de setiembre de 1475

(JOVELLANOS, Gaspar Melchor de, Diarios (memorias íntimas) 1790-1801, p.81).

### Planimetría
Nota

## Retablo desaparecido
En la actualidad, el interior de la capilla aparece desnudo y vacío, pero hasta la pasada Guerra Civil estaba amueblado con un retablo de alabastro de la escuela inglesa que Fortunato de Selgas reprodujo en su artículo sobre los monumentos de Avilés (1907) y Aurelio del Llano fotografió para sus Bellezas de Asturias (1928). Además, para su estudio disponemos también de dos fotografías realizadas en 1918 y custodiadas en el Instituto Amatller de Arte Hispánico (Archivo Mas) que permiten una buena aproximación a la obra. 

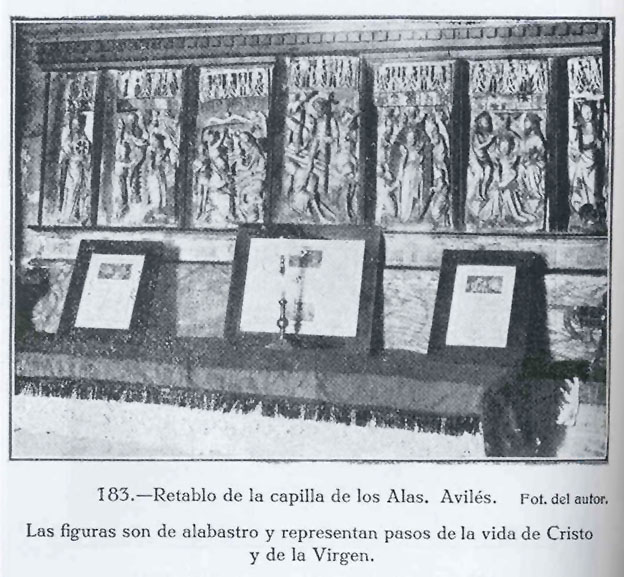
del libro Bellezas de Asturias. De Oriente a Occidente. Oviedo, 1928. Aurelio de LLANO ROZA DE AMPUDIA

El conjunto se componía de siete paneles de alabastro dedicados a los Gozos de María, donde se representaban en bajorrelieve y de izquierda a derecha: Santa Catalina, la Anunciación de la Virgen, la Epifanía (Adoración de los Magos), la Resurrección de Cristo, la Incredulidad asuncionista de Santo Tomás, la Coronación de la Virgen y Santa Margarita. Cada una de las piezas se ensamblaba con la adyacente mediante marcos de madera y juntas configuraban un frontal vinculado temáticamente con la dedicación de la capilla. 
Estos retablos se realizaban en Inglaterra, donde desde la segunda mitad del siglo XIV se alcanzó una producción seriada en talleres radicados en Londres, York y Nottingham. Su carácter industrial provocaba una factura sumaria que se enmascaraba mediante la pintura que cubría toda la superficie de las piezas, pero la multiplicación de modelos similares reducía los costes y permitía la venta a menor precio. En consecuencia, los paneles de alabastro ingleses se difundieron rápidamente por toda el área atlántica apoyados también en las reducidas dimensiones de las piezas que facilitaban su traslado, en la posibilidad de combinarlas de forma más o menos arbitraria y en la escasez de tallas autóctonas de semejante empeño en el norte cantábrico. 
Las escenas de la capilla de los Alas, ya estudiadas por el investigador Pedro Paniagua, muestran la misma ejecución formularia y la tendencia a la ordenación que caracteriza a los alabastros ingleses y que facilita la comprensión de varios asuntos sin dificultad. El retablo avilesino parece relacionado estrechamente con una pieza procedente de la parroquia de Miudes (El Franco) y custodiada en el Museo de la Iglesia de Oviedo, donde se ilustra la Coronación de la Virgen e incredulidad asuncionista de Santo Tomás. En los Alas figura también una Incredulidad asuncionista, aunque la Virgen ya está coronada, y todas las piezas podrían datarse, según la periodización en cuatro grupos establecida por Gardner, en el grupo tercero que abarca de 1420 a 1460. En este momento la industrialización había aumentado impulsada por una demanda creciente y había provocado una mayor simplificación de los paneles. Además, es el momento en que desaparecen los remates almenados de etapas precedentes y se adoptan las tracerías caladas que aparecen en la obra avilesina. 
Durante la pasada Guerra Civil la capilla de los Alas sufrió graves destrozos y su retablo desapareció. José María Serrano, que efectuó un amplio inventario de las iglesias y obras de arte destruidas durante el conflicto, escribió en su informe que el retablo había sido destruido, fiándose, probablemente, de testimonios orales: 

En el interior, completa y brutalmente destruido y deshecho, losas sepulcrales del siglo xv, a cuya centuria pertenecía también el hermosísimo retablo compuesto de menudos relieves de alabastro, dorado y policromado, distribuidos en siete cuadros que representaban a Santa Catalina, la Anunciación, la Adoración de los Reyes Magos, la Ascensión, la Asunción, la Coronación y una imagen de un santo, que algún arqueólogo consideraba importación inglesa ha sido materialmente pulverizado a golpes” (SERRANO, José María, “Número y valor de los museos y obras de arte destruidos. Iglesias, conventos y capillas destruidas).

Sin embargo, algún tiempo más tarde, Luis Menéndez Pidal se mostró más escéptico acerca de la hipotética destrucción de la obra, pues no fue hallado fragmento alguno de la misma: 

La Capilla de los Alas fue profanada durante el dominio rojo, rompiendo las arcas de los sepulcros con otros detalles y labores de su interior, no habiendo sido incendiada por no tener materiales combustibles y estar cubierta con bóveda de crucería construida en piedra. El retablo, de alabastro, dicen que fue machacado, aunque no se ha podido comprobar tal supuesto, ya que no apareció en el interior de la Capilla resto alguno que viniera a justificar la explicación conocida. ( MENÉNDEZ PIDAL, Luis , Los monumentos de Asturias, p. 98).

## Virgen desaparecida
Con anterioridad a la pasada Guerra Civil en la capilla de los Alas se encontraba también una Virgen María sedente con el Niño de época bajomedieval. La conocemos gracias a las fotografías realizadas en 1918 y custodiadas por el Instituto Amatller de Arte Hispánico (Archivo Mas). Parece una talla en madera policromada y muestra a María sentada en su trono con su Hijo bendiciendo y puesto en pie sobre la pierna izquierda de su Madre. El tipo humano y su actitud son ya góticos y puede datarse en el siglo XIV. Al igual que sucede con el retablo de alabastro, esta Virgen con el Niño se encuentra en paradero desconocido.